# 셀 (마이크로프로세서)

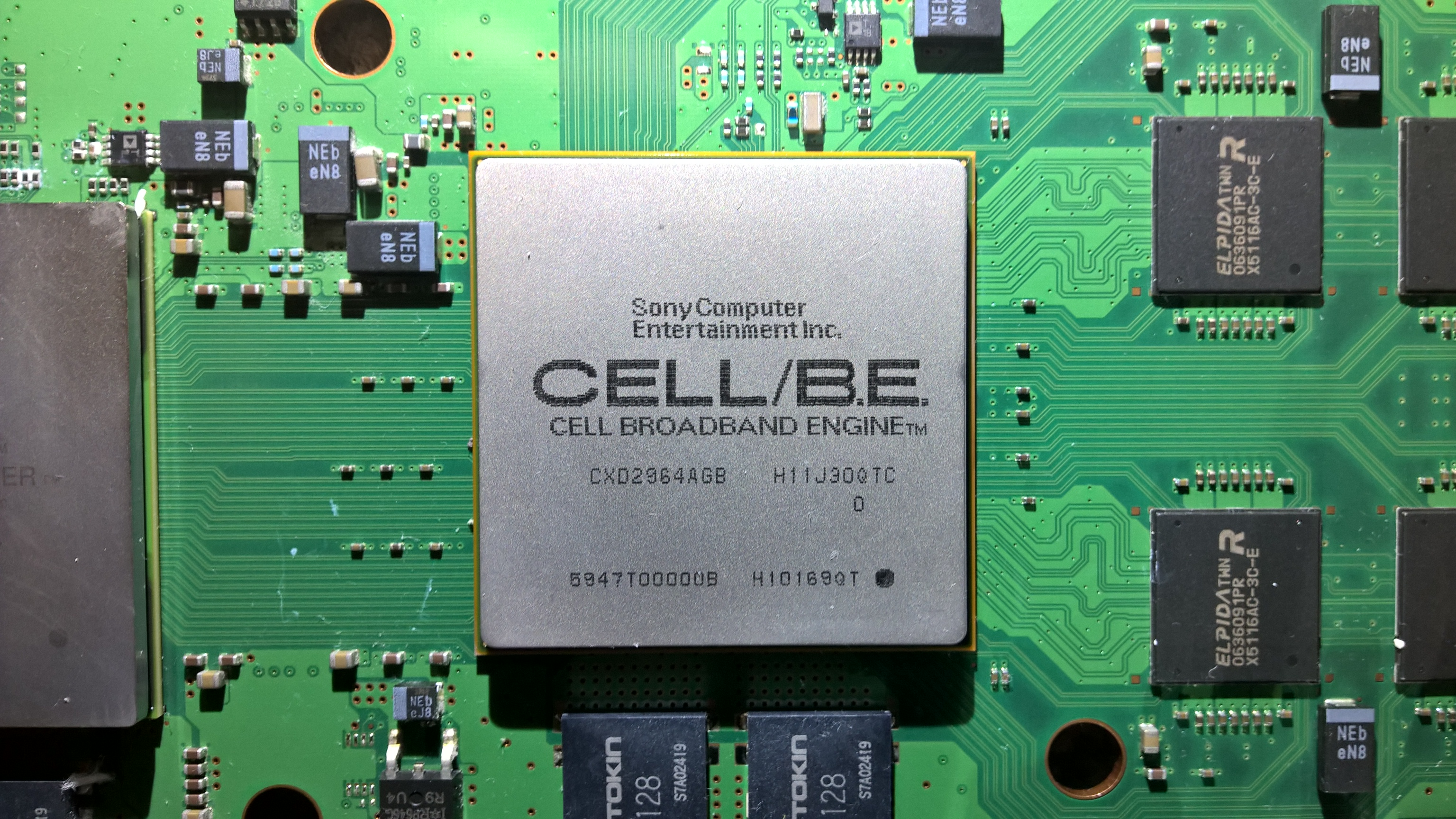
PS3 메인보드에 보이는 셀 BE

셀(cell)은 2000년 중반에 소니, 소니 컴퓨터 엔터테인먼트, IBM, 도시바가 STI 그룹으로 함께 개발한 마이크로프로세서이다.
셀은 셀 브로드밴드 엔진 아키텍처(Cell Broadband Engine Architecture)의 약자이며, 전체로 언급할 때에는 CEBA로, 부분적으로 이야기할 때에는 Cell BE로 줄여 말한다.
최초로 상용화된 영역으로는 소니의 플레이스테이션 3 게임기가 있다. 머큐리 컴퓨터 시스템은 듀얼 셀 서버에 듀얼 셀 블레이드 구성의 컴퓨터이다.

## 같이 보기
- 파워PC